# Saint-Péver
Saint-Péver is een gemeente in het Franse departement Côtes-d'Armor (regio Bretagne) en telt 328 inwoners (1999). De plaats maakt deel uit van het arrondissement Guingamp.

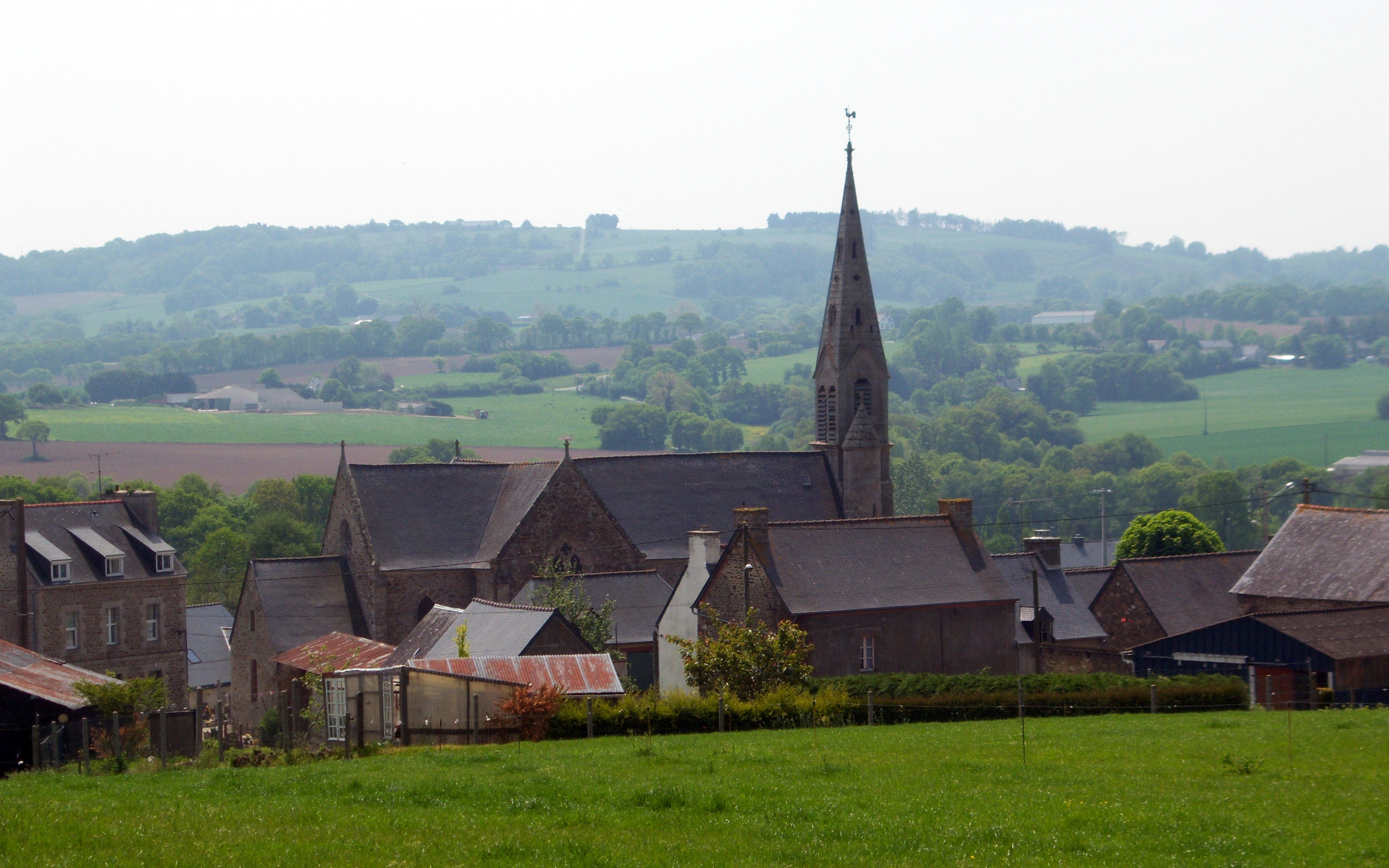
Saint-Péver
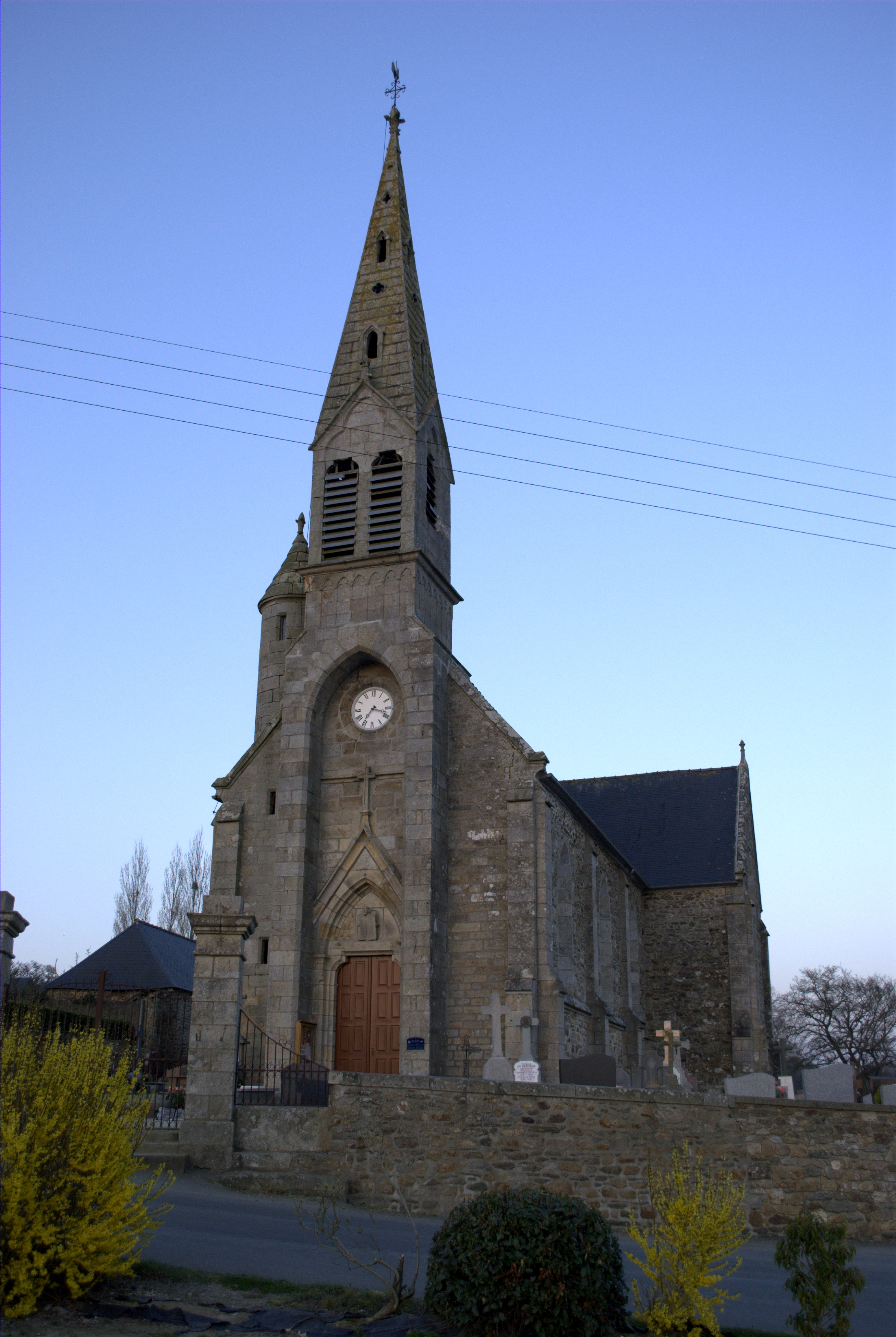
Kerk van Saint-Pierre in Saint-Péver

## Geografie
De oppervlakte van Saint-Péver bedraagt 13,2 km², de bevolkingsdichtheid is 24,8 inwoners per km².
De onderstaande kaart toont de ligging van Saint-Péver met de belangrijkste infrastructuur en aangrenzende gemeenten.

## Demografie
Onderstaande figuur toont het verloop van het inwonertal (bron: INSEE-tellingen).

1. ↑  Populations de référence 2022.